# Explora Films
Explora Films es una compañía con sede en España, que produce y distribuye documentales, y contenidos educativos para el mercado internacional. Está especializada en los géneros documentales de naturaleza, vida salvaje, ecología, arqueología, antropología, historia, aventura o temas sociales.
Debido a su labor de expansión y desarrollo desde su creación en 2004, Explora Films recibió el premio a la empresa innovadora por el Foro Internacional de Contenidos Digitales (FICOD) en 2007 por ser el único canal español en Joost, plataforma de TV por Internet creada por los fundadores de Skype. Además, es la única compañía española que figura entre las 100 productoras de documentales más importantes del mundo, según la lista de la prestigiosa revista RealScreen, especializada en el género documental.

## Producción
Desde su fundación, en el año 2004, Explora Films ha producido más de 50 horas de documental, habitualmente dirigidas por José Manuel Novoa y Fernando González-Sitges. Esto supone un importante catálogo de archivo documental. Varias de ellas han sido galardonadas en los más prestigiosos festivales de cine documental de todo el mundo.

## Distribución
Explora Films desde sus inicios distribuye su propio contenido documental y, además, se trata de una de las pocas compañías españolas especializadas en la distribución de películas y series de contenido documental. Dichos documentales se han emitido en canales de televisión de más de 100 países.

## Filmografía
- Alas para la Historia: El Rescate de un Mito (2006) en coproducción con Fundación Infante de Orleans y Telemadrid.
- Pingüinos, la Historia de las Aves que quisieron ser Peces (2007). Emitido en ZDF, NRK, France 5, HiFi HDTV, PBS WGBH etc. Premiado en Wildlife Film Festival Montana entre otros.
- El Señor de Sipán (2008) en coproducción con El Deseo y RBA. Emitido por National Geographic Latinoamérica, ARTE, France 5, HiFi HDTV etc. Premio del público en "The Archaeology Channel Film Festival" 2012.[4]
- Herederos del Arca (2008). Emitido en Viasat, Leland, First HDTV, HiFi HDTV, RTE, etc.
- Paso de Cebras (2009). Emitido en TVE, RTBF, SWR, ARTE, etc.
- La Joya: los Guerreros de la Niebla (2010) en coproducción con TVE y MULTICANAL. Emitido por National Geographic Latinoamérica, TVB Hong Kong, ARTE, First HDTV y Viasat History. Premio al mejor documental de arqueología en el Festival AGON de Cine Arqueológico de Atenas.[5][6]
- El Legado Celta (2011) en coproducción con TVE y History Channel.
- Rinocerontes: La Maldición del Cuerno Mágico (2012). Premio a la mejor Producción española del año en el Festival Telenatura 2012 de la Universidad de Navarra.[7]
- La Dama de Cao: El Misterio de la Momia Tatuada (2012) en coproducción con TVE y Fundación Wiese. Desarrollado con el apoyo de Programa MEDIA, con el apoyo de PromPerú. Emitido por National Geographic América, ORF, ARTE, etc.[8]